# Sistema anglosaxó d'unitats

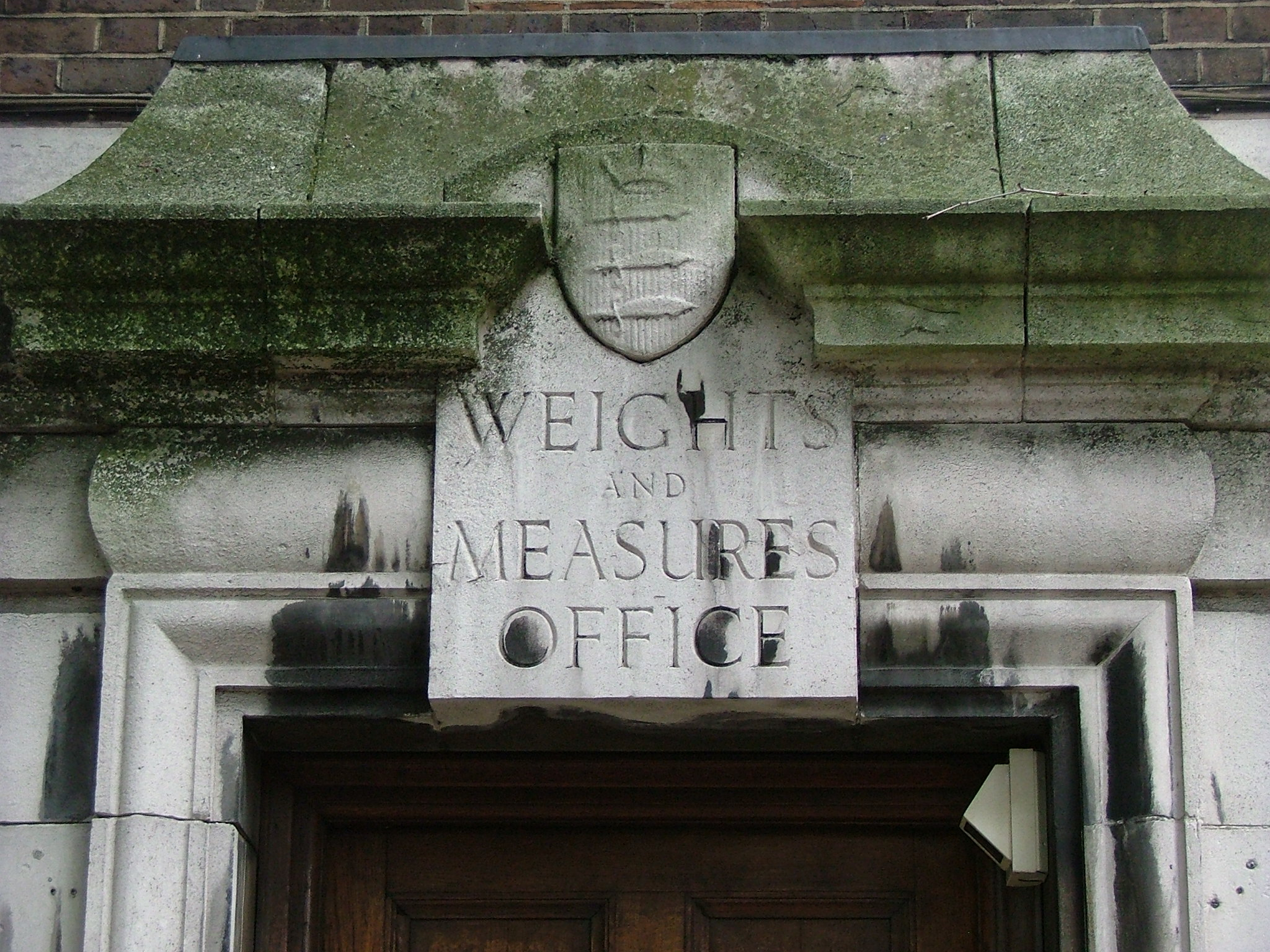
Antiga weights and Measures office a Middlesex (Anglaterra).

El sistema anglosaxó és el conjunt de les unitats no mètriques que s'utilitzen en molts territoris de parla anglesa, com als Estats Units d'Amèrica, a més d'altres territoris i països amb influència anglosaxona a Amèrica, com Bahames, Barbados, Jamaica, Puerto Rico o Panamà. Tot i això, hi ha discrepàncies entre els sistemes dels Estats Units i Anglaterra, i fins i tot sobre la diferència de valors entre altres temps i ara. Les seves unitats de mesura són guardades a Londres, Anglaterra.
El sistema anglosaxó d'unitat inclou el sistema imperial d'unitats que va entrar per llei en vigor el 1825 al Regne Unit, quan els Estats Units ja s'havien independitzat.
Aquest sistema es deriva de l'evolució de les unitats locals a través dels segles, i dels intents d'estandardització a Anglaterra. Les unitats mateixes tenen els seus orígens en l'antiga Roma. Avui en dia, aquestes unitats estan sent lentament reemplaçades pel Sistema Internacional d'Unitats, encara que als Estats Units la inèrcia de l'antic sistema i l'alt cost de migració ha impedit, en gran manera, el canvi.

## Unitats de longitud

### Als Estats Units
| Unitat                                         | Divisions           | Equivalència en el SI |
| Internacionals                                 | Internacionals      | Internacionals        |
| ---------------------------------------------- | ------------------- | --------------------- |
| 1 punt tipogràfic (p)                          |                     | 352,777778 µm         |
| 1 pica (P̸)                                     | 12 p                | 4,233333 mm           |
| 1 polzada (in)                                 | 6 P̸                 | 2,54 cm               |
| 1 peu (ft)                                     | 12 in               | 0,3048 m              |
| 1 iarda (yd)                                   | 3 ft                | 0,9144 m              |
| 1 milla (mi)                                   | 5,280 ft o 1,760 yd | 1,609344 km           |
| US Survey                                      |                     |                       |
| 1 link (li)                                    | 33⁄50 ft o 7,92 in  | 0,2012 m              |
| 1 peu (survey) foot (ft)                       | 1200⁄3937 m         | 0,30480061 m          |
| 1 rod (rd)                                     | 25 li o 16,5 ft     | 5,02921 m             |
| 1 chain (ch)                                   | 4 rd                | 20,11684 m            |
| 1 furlong (fur)                                | 10 ch               | 201,1684 m            |
| 1 milla (survey) (mi)                          | 8 fur               | 1,609347 km           |
| 1 llegua (lea)                                 | 3 mi                | 4,828042 km           |
| Nàutiques internacionals                       |                     |                       |
| 1 fathom (ftm)                                 | 2 yd                | 1,8288 m              |
| 1 cable (cb)                                   | 120 ftm o 1,091 fur | 219,456 m             |
| 1 milla nàutica (NM o nmi)                     | 8.439 cb o 1,151 mi | 1,852 km              |
| Les magnituds en negreta són relacions exactes |                     |                       |

El sistema de mesurament de longituds en el sistema d'unitats dels Estats Units es basa en la polzada, el peu, la iarda i la milla, que són les unitats que es fan servir de forma més general i quotidiana. Des de l'1 de juliol de 1959, aquestes unitats estan definides a partir de l'equivalència 1 iarda = 0,9144 metres, però hi ha discrepàncies en alguns àmbits relacionats amb la cartografia. D'aquí, per exemple, que existeixi tant l'anomenat peu internacional (international foot) com el peu survey (survey foot).
També la legislació particular dels diferents estats dels Estats Units és rellevant a l'hora de definir el factor de conversió exacte, tot i que les diferències només són apreciables en distàncies grans.

## Unitats de superfície

### Als Estats Units
Les unitats de superfície als EUA es basen en la iarda quadrada (sq id o id²).
- 1 polzada quadrada (sq in o in²) = 6,4516 cm²
- 1 peu quadrat (sq ft o ft²) = 144 in² = 929,0304 cm²
- 1 iarda quadrada (sq yd o yd²) = 9 ft² = 1.296 in² = 0,83612736 m²
- 1 rod quadrat (sq rd o rd²) = 30,25 id² = 272,25 ft² = 39.204 in² = 25,29285264 m²
- 1 Rood = 40 rd² = 1.210 id² = 10.890 ft² = 1.568.160 in² = 1011,7141056 m²
- 1 acre (ac) = 4 roods = 160 rd² = 4.840 id² = 43.560 ft² = 6.272.640 in² = 4046,8564224 m²
- 1 Homestead = 160 aC = 640 roods = 25.600 rd² = 774.400 yd² = 6.969.600 ft² = 1003622400 in² = 647.497,027584 m²
- 1 milla quadrada (sq mi o mi²) = 4 homesteads = 640 ac = 2.560 roods = 102.400 rd² = 3.097.600 yd² = 27878400 ft² = 4014489600 in² = 2,589988110336 km²
- 1 llegua quadrada = 9 mi² = 36 homesteads = 5.760 ac = 23.040 roods = 921.600 rd² = 27878400 yd² = 250905600 ft² = 36130406400 in² = 23,309892993024 km²

## Unitats de volum
La "polzada cúbica", el "peu cúbic" i la "iarda cúbica" s'utilitzen comunament per mesurar el volum. A més, hi ha un grup d'unitats per mesurar volums de líquids i un altre per mesurar materials àrids.
A més del peu cúbic, la polzada cúbica i la iarda cúbica, aquestes unitats són diferents de les unitats utilitzades en el Sistema Imperial, encara que els noms de les unitats són similars. A més, el sistema imperial no contempla més que un sol joc d'unitats tant per a materials líquids i àrids.

### Als Estats Units
Volum en sòlids
- 1 polzada cúbica (in³ o cu in) = 16,387064 cm³
- 1 peu cúbic (ft³ o cu ft) = 1728 in² = 28,316846592 dm³
- 1 iarda cúbica (id³ o cu id) = 27 ft² = 46.656 in² = 764,554857984 dm³
- 1 acre-peu = 1.613,3333333333 id³ = 43.560 ft² = 75.271.680 in² = 1,2334818375475 decàmetre cúbic
- 1 milla cúbica (meu³ o cu meu) = 5451776000 id³ = 147.197.952.000 ft² = 254.358.061.056.000 in² = 4,1681818254406 km²

Volum en àrids
- 1 pinta (pt) = 550,610471358 ml
- 1 quart (qt) = 2 pt = 1,10122094272 l
- 1 galó (gal) = 4 qt = 8 pt = 4,40488377086 l
- 1 peck (PK) = 2 gal = 8 qt = 16 pt = 8,80976754172 l
- 1 bushel (bu) = 4 pk = 8 legal = 32 qt = 64 pt = 35,2390701669 l

Volum en líquids
- 1 minim = 61,6115199219 μl (microlitres) o 0,0616115199219 ml
- 1 dracma líquid (fl dr) = 60 Mínims = 3,69669119531 ml
- 1 unça líquida (fl oz) = 8 fl dr = 480 Mínims = 29,5735295625 ml
- 1 gill = 4 fl oz = 32 fl dr = 1.920 Mínims = 118,29411825 ml
- 1 pinta (pt) = 4 gills = 16 fl oz = 128 fl dr = 7.680 Mínims = 473,176473 ml
- 1 quart (qt) = 2 pt = 8 gills = 32 fl oz = 256 fl dr = 15.360 Mínims = 946,352946 ml
- 1 galó (gal) = 4 qt = 8 pt = 32 gills = 128 fl oz = 1.024 fl dr = 61.440 Mínims = 3,785411784 l
- 1 barril = 42 gal = 168 qt = 336 pt = 1.344 gills = 5.376 fl oz = 43.008 fl dr = 2.580.480 Mínims = 158,987294928 l

### Al Regne Unit
Volum en sòlids
- 1 polzada cúbica (in³ o cu in) = 16,387064 cm³
- 1 peu cúbic (ft³ o cu ft) = 1728 in² = 28,316846592 dm³
- 1 iarda cúbica (id³ o cu id) = 27 ft² = 46.656 in² = 764,554857984 dm³
- 1 acre-peu = 1.613,3333333333 id³ = 43.560 ft² = 75.271.680 in² = 1,2334818375475 dam³
- 1 milla cúbica (meu³ o cu meu) = 5451776000 id³ = 147.197.952.000 ft² = 254.358.061.056.000 in² = 4,1681818254406 km²

Volum a àrids
- 1 quart (qt) = 1,32251120912 l
- 1 Peck (pk) = 8 qt = 10,5800896729 l
- 1 Bushel (bu) = 4 pk = 32 qt = 42,3203586918 l

Volum en líquids
- 1 Minim = 59,19388388 μl (microlitres) o 0,05919388388 ml
- 1 escrúpol líquid = 20 Mínims = 1,1838776776 ml
- 1 Dracma líquid (fl dr) = 3 escrúpols líquids = 60 Mínims = 3,55163303281 ml
- 1 unça líquida (fl oz) = 8 fl dr = 24 escrúpols líquids = 480 Mínims = 28,4130625 ml
- 1 Gill = 5 fl oz = 40 fl dr = 120 escrúpols líquids = 2.400 Mínims = 142,0653125 ml
- 1 pinta (pt) = 4 gills = 20 fl oz = 160 fl dr = 480 escrúpols líquids = 9.600 Mínims = 568,26125 ml
- 1 quart (qt) = 2 pt = 8 gills = 40 fl oz = 320 fl dr = 960 escrúpols líquids = 19.200 Mínims = 1,1365225 l
- 1 Galó (gal) = 4 qt = 8 pt = 32 gills = 160 fl oz = 1.280 fl dr = 3.840 escrúpols líquids = 76.800 Mínims = 4,54609 l
- 1 barril = 35 gal = 140 qt = 280 pt = 1.120 gills = 5.600 fl oz = 44.800 fl dr = 134.400 escrúpols líquids = 2.688.000 Mínims = 159,11315 l

Hi ha moltes unitats amb el mateix nom i amb la mateixa equivalència (segons el lloc), però són principalment utilitzats en països de parla anglesa.